# 阿波罗尼奥斯环形山
阿波罗尼奥斯环形山是位于月球正面东侧边缘上的一座古老的撞击坑，形成于酒海纪时期。以古代三位伟大的几何学家之一，古希腊数学家阿波罗尼奥斯(公元前262年-公元前190年)之名命名，1935年被国际天文联合会批准接受。

## 描述

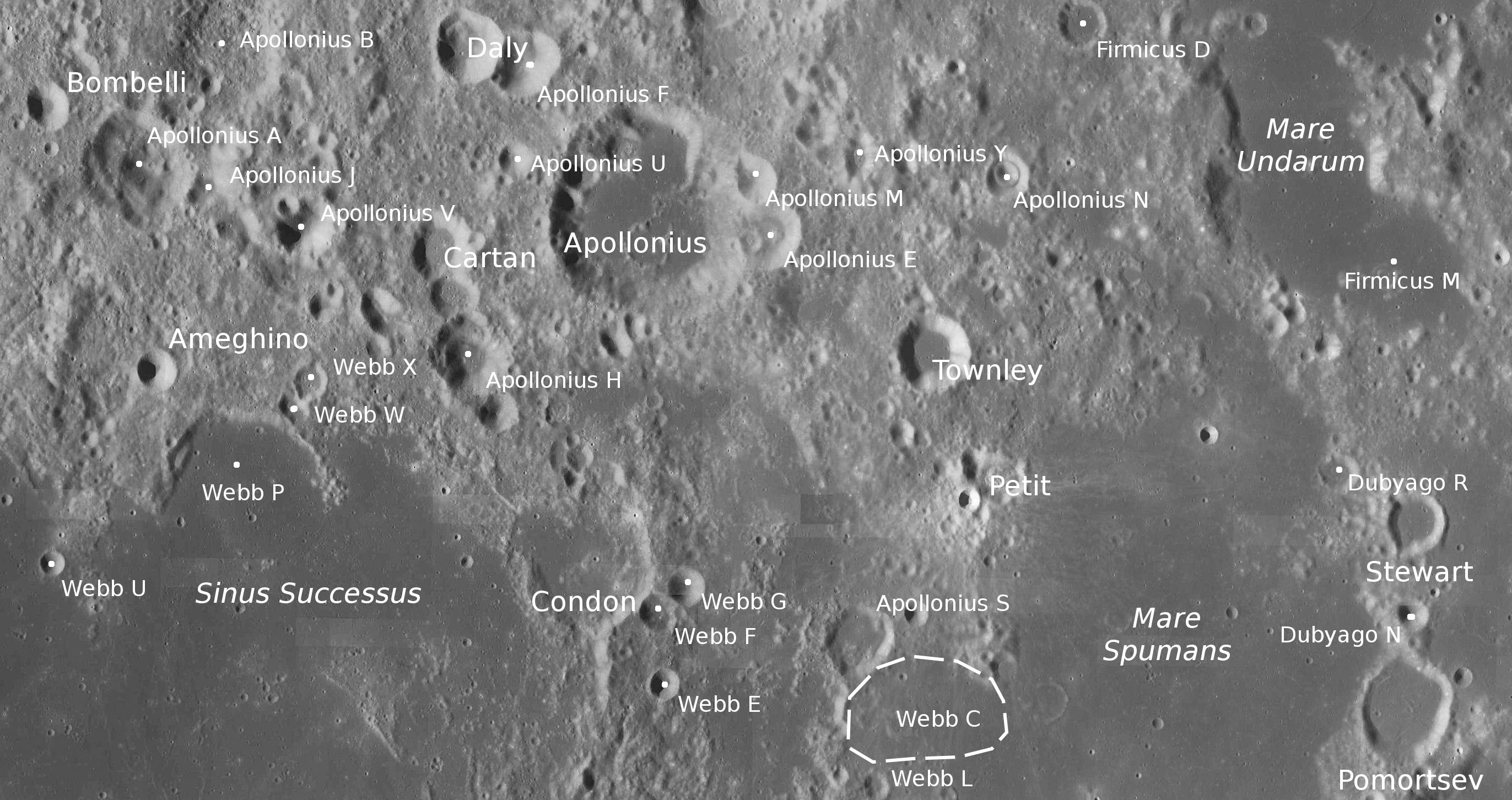
阿波罗尼奥斯环形山及周边图，月球勘测轨道飞行器拍摄。

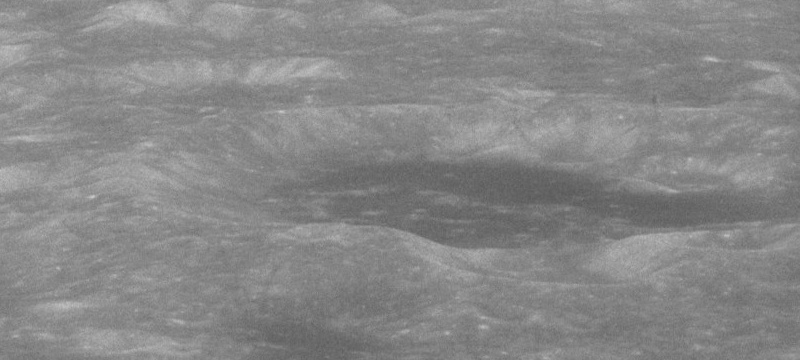
阿波罗11号拍摄的斜视图

阿波罗尼奥斯环形山坐落在浪海西侧和丰富海成功湾东北间的高地区。西邻小陨坑邦贝利和嘉当，西北是戴里陨石坑、东北坐落着费尔米库斯陨石坑、西南是汤利和柏帝陨坑；康登陨石坑在南面；东南则是泡沫海。该陨石坑的中心月面座标为4°31′N 60°58′E / 4.51°N 60.96°E，直径50.66公里，深度2.75公里。
陨石坑的坡壁上覆盖着众多小撞击坑，坑壁高出周边高地1150米。坑底已被熔岩淹没，表面较为平坦，反照率较高，除几座小陨坑外无其它明显的地貌结构，内部总容积约2300公里³。

## 卫星陨石坑
按照惯例，最靠近阿波罗尼奥斯环形山的卫星坑在月表地图上以字母标注在该坑中心点的旁边。
| 阿波罗尼奥斯 | 纬度   | 经度    | 直径    |
| ------------ | ------ | ------- | ------- |
| A            | 4.8° N | 56.8° E | 24 公里 |
| B            | 5.7° N | 57.6° E | 32 公里 |
| E            | 4.4° N | 61.9° E | 16 公里 |
| F            | 5.6° N | 60.0° E | 16 公里 |
| H            | 3.4° N | 59.6° E | 20 公里 |
| J            | 4.6° N | 57.5° E | 12 公里 |
| L            | 6.5° N | 54.6° E | 9 公里  |
| M            | 4.8° N | 61.9° E | 10 公里 |
| N            | 4.8° N | 64.1° E | 9 公里  |
| S            | 1.1° N | 62.6° E | 15 公里 |
| U            | 4.9° N | 59.9° E | 7 公里  |
| V            | 4.4° N | 58.2° E | 16 公里 |
| X            | 7.0° N | 58.1° E | 31 公里 |
| Y            | 4.9° N | 62.6° E | 10 公里 |

以下撞击坑已被国际天文联合会更名：
- 阿波罗尼奥斯 C — 查看阿米希诺陨石坑；
- 阿波罗尼奥斯 D — 查看嘉当陨石坑；
- 阿波罗尼奥斯 G — 查看汤利陨石坑；

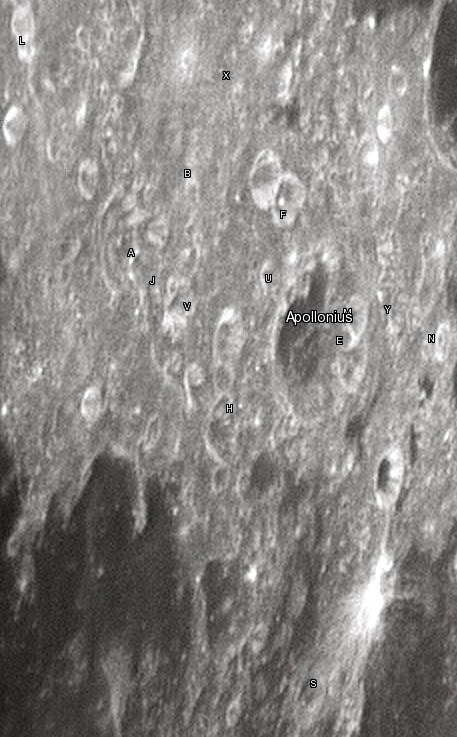
戴维·坎贝尔图片.

- 阿波罗尼奥斯 K — 查看艾博特环形山；
- 阿波罗尼奥斯 P — 查看戴里陨石坑；
- 阿波罗尼奥斯 T — 查看邦贝利陨石坑；
- 阿波罗尼奥斯 W — 查看柏帝陨石坑。
- "阿波罗尼奥斯 N"是一座有二座同心环壁的陨石坑；
- "阿波罗尼奥斯 W"是曾被记录到在日食期间温度发生异常的陨坑之一，其原因为这些陨坑的地质年龄不长，表面尚未形成能产生隔热作用的表岩屑覆盖层。
- "阿波罗尼奥斯 B"和"阿波罗尼奥斯 L"被月球及行星观测者协会(ALPO)列入《内侧壁坡带有幽暗辐射条纹的撞击坑列表》[6]。

## 飞船着陆点
- 大约在"阿波罗尼奥斯 A"卫星坑西南45公里处，即月面坐标北纬 3°34'、东经56°30'处，1971年9月9日苏联第三代无人月球探测器月球18号在此降落，但随后就与地球失去联系。
- 大约在"阿波罗尼奥斯 C"卫星坑西北10公里处，即月面坐标北纬 3°32'、东经56°33'处，1972年2月21日苏联自动行星际站月球20号 成功在此登陆，并于1972年2月22日重新飞离，将月壤样本带回了地球。